# Дуда-Єпурень
Дуда-Єпурень, Дуда-Єпурені (рум. Duda-Epureni) — комуна у повіті Васлуй в Румунії. До складу комуни входять такі села (дані про населення за 2002 рік):
- Єпурень (1636 осіб) — адміністративний центр комуни
- Бобешть (160 осіб)
- Валя-Грекулуй (1756 осіб)
- Дуда (1505 осіб)

Комуна розташована на відстані 294 км на північний схід від Бухареста, 24 км на схід від Васлуя, 60 км на південний схід від Ясс, 142 км на північ від Галаца.

## Населення
За даними перепису населення 2002 року у комуні проживали 5057 осіб.
Національний склад населення комуни:
| Національність | Кількість осіб | Відсоток |
| -------------- | -------------- | -------- |
| румуни         | 5056           | > 99,9%  |
| цигани         | 1              | < 0,1%   |

Рідною мовою назвали:
| Мова      | Кількість осіб | Відсоток |
| --------- | -------------- | -------- |
| румунська | 5056           | > 99,9%  |
| угорська  | 1              | < 0,1%   |

Склад населення комуни за віросповіданням:
| Релігія       | Кількість осіб | Відсоток |
| ------------- | -------------- | -------- |
| православні   | 5033           | 99,5%    |
| римо-католики | 13             | 0,3%     |
| адвентисти    | 9              | 0,2%     |
| реформати     | 1              | < 0,1%   |
| п'ятдесятники | 1              | < 0,1%   |

## Зовнішні посилання
- Дані про комуну Дуда-Єпурень на сайті Ghidul Primăriilor